# Mary Elizabeth Braddon
Mary Elizabeth Braddon (Londra, 4 ottobre 1835 – Richmond upon Thames, 4 febbraio 1915) è stata una scrittrice inglese dell'età vittoriana, nota per il suo romanzo Il segreto di Lady Audley (1862).

## Biografia
Mary Elizabeth Braddon nacque a Soho, terza e ultima figlia di Fanny White, una giornalista irlandese, e Henry Braddon, un avvocato della Cornovaglia. A causa dell'infedeltà e dell'irresponsabilità finanziaria del marito, Fanny si separò da lui quando Mary aveva cinque anni, stabilendosi con i figli prima nel Sussex, ed in seguito a Londra, dove Mary frequentò Scarsdale House, una scuola privata femminile. All'età di 17 anni Mary intraprese la carriera di attrice con lo pseudonimo di Mary Seaton, occupazione che le permise di mantenere se stessa e la madre che la seguiva nei suoi viaggi itineranti. Il fratello maggiore, Edward Braddon, quando Mary aveva dieci anni partì in cerca di fortuna in India per poi raggiungere l'Australia, dove conseguì una brillante carriera politica, diventando Primo ministro della Tasmania dal 1894 al 1899.
Verso il 1859, grazie alle cure di un ammiratore che provvide per un certo periodo al suo mantenimento economico, Mary si dedicò alla scrittura. Scrisse diversi racconti, pubblicati dal settembre 1860 in riviste di narrativa a basso costo di proprietà dell'editore John Maxwell (1820-1895). Nel luglio 1861 la rivista Robin Goodfellow iniziò la pubblicazione a puntate del suo romanzo più famoso, Il segreto di Lady Audley (Lady Audley’s Secret), proseguita in Sixpenny Magazine, dopo il fallimento del periodico.
La relazione professionale con Maxwell si trasformò ben presto in una relazione amorosa. La moglie dell'editore, sofferente di disturbi mentali, viveva ricoverata in un ospedale di Dublino. Mary e la madre si trasferirono nella casa di Maxwell a Londra, dove la scrittrice fece da matrigna ai figli della coppia. Nel 1864 Mary e l'editore, divenuti genitori di altri due figli, cercarono di regolarizzare la loro posizione pubblica diffondendo l'annuncio di un avvenuto matrimonio, smentito però da altre fonti. Nelle riviste dell'epoca e da alcuni suoi contemporanei Mary venne accusata di immoralità, sia per la sua vita privata, che per il contenuto dei suoi libri: le sue protagoniste erano eroine trasgressive, e due dei suoi romanzi (Il segreto di Lady Audley e Aurora Floyd) trattavano il tema della bigamia.
Nella seconda metà degli anni Sessanta la vita di Mary fu attraversata da diversi lutti: nel 1866 morì il suo terzo figlio, e due anni dopo, la sorella e la madre. Nello stesso anno fu colpita da una grave collasso nervoso, complicato dalla febbre puerperale che la colpì dopo aver dato alla luce un figlio. Nonostante un breve periodo di depressione, continuò a scrivere: nel 1868 pubblicò il suo ventesimo romanzo. Nel 1871 cominciò a comporre opere teatrali, di cui però nessuna venne messa in scena, e l'anno dopo apparve un altro suo romanzo importante, The Lovels of Ardel (1872).
Nel settembre del 1874 la morte di Mary Ann Crowley, prima moglie dell’editore, destò nuovamente scandalo sulla relazione amorosa della scrittrice con John Maxwell: la sua dipartita fu infatti resa nota dal cognato, Richard Knowles, che pubblicò la notizia sui giornali nazionali con l’intento di rendere nota l’immoralità della relazione tra i due. Dopo il matrimonio fra Mary e John Maxwell, legalmente riconosciuto e celebrato il 2 ottobre del 1874, la coppia fu costretta a lasciare la casa nel Richmond, e a trasferirsi nel Chelsea per circa un anno, sperando che nel frattempo si placassero i pettegolezzi. Mary vivrà con il marito fino alla morte.
Nel 1876 viene pubblicato Joshua Haggard's Daughter (1876), il romanzo che Robert Lee Wolff, nella biografia dedicata a Elizabeth Mary Braddon definisce il suo "capolavoro". Diverso dal sensazionalismo delle sue opere più famose, rivela l'influenza del realismo sociale francese, in particolare di Zola.
Mary continua comunque a pubblicare romanzi serializzati in riviste dell'epoca con una certa regolarità, fino a quando suo marito rimane invalido. Nel 1892 pubblica il suo sessantesimo romanzo, Like and Unlike, e successivamente attraversa un periodo di pausa nella scrittura.
Il marito muore di influenza il 5 marzo del 1895, dopo un lungo periodo di malattia.  Mary viene fu colpita da un ictus nel 1907; negli anni successivi le sue condizioni di salute peggiorano progressivamente. Muore il 4 febbraio del 1915.
Due dei figli della coppia, William Babington Maxwell e Gerard Maxwell, seguiranno la carriera della madre.

## Produzione letteraria
La vasta produzione letteraria di Mary Elizabeth Braddon comprende un’ottantina di romanzi, numerose commedie, poesie, saggi e racconti brevi.
Inizialmente Mary si dedicò alla scrittura di una raccolta di poesie, Garibaldi and other Poems, pubblicata nel 1861, e di penny dreadfull. Questi racconti brevi vennero pubblicati a puntate nelle riviste Welcome Guest, The Halfpenny Marvel e Sixpenny Magazine, rivista appartenente al suo futuro marito John Maxwell. Caratterizzati da trame fitte di crimini, tradimenti, omicidi e avvelenamenti, essi assicurarono una buona rendita all'autrice, che si dedicò però anche alla scrittura di romanzi. Il primo, Three Times Dead, pubblicato nel 1860, non raggiunse il successo sperato, che arrivò invece l'anno successivo con Il segreto di Lady Audley (Lady Audley's Secret), che ha per protagonista una bellissima donna colpevole dell'omicidio del marito. Pubblicato in tre volumi nel 1861, registrò un successo immediato ed eccezionale, raggiungendo nove edizioni in un anno e tre diversi adattamenti teatrali. Anche il romanzo successivo, Aurora Floyd, uscì prima in puntate sul Temple Bar per essere poi pubblicato nel 1862.
L'autrice ricevette numerose critiche per aver dato eccessiva centralità a temi compromettenti come la poligamia e la criminalità. Negli anni successivi alla pubblicazione di Aurora Floyd, Mary produsse otto romanzi e ne scrisse altri che comparvero a puntate nelle riviste, fra cui Eleanor's Victory (1863), The Doctor's Wife (1864) e The Lady's Mile (1866). In questa fase i contenuti della sua opera si fanno più mitigati e confacenti ai canoni della moralità dell'epoca.
Nel 1866 i coniugi Maxwell fondarono il Belgravia Magazine, una rivista di narrativa che Mary curò per dieci anni e nella quale pubblicò alcuni dei suoi romanzi a puntate. Uno di questi è The Lovels of Ardel (1872), in cui l'autrice torna a narrare una storia di seduzione e tradimenti. Verso la fine degli anni Settanta dell’Ottocento Mary Elizabeth Braddon divenne un’assidua lettrice di Émile Zola, di cui si nota l'influenza nei successivi romanzi, come Joshua Haggard's Daughter (1876). L'influsso della cultura francese è rilevabile anche in Charlotte's Inheritance (1868) e in Vixen (1879), romanzi considerati pericolosi perché minacciavano di sconvolgere lo status quo, a causa della mancata corrispondenza con gli ideali vittoriani dell'epoca.
Durante gli anni Novanta del XX secolo sono state pubblicate versioni scolastiche di Aurora Floyd e di Il Segreto di Lady Audley nella collana Oxford World's Classics.

## Il romanzo sensazionale e il romanzo giallo
Mary Elizabeth Braddon ricoprì un ruolo molto importante nello sviluppo del romanzo giallo. Influenzò anche il romanzo poliziesco, genere letterario che stava prendendo piede in quegli anni. Durante gli anni Settanta e Ottanta dell’Ottocento era conosciuta come una dei maggiori esponenti e fondatrici del romanzo sensazionale, genere letterario che combinava gli elementi tradizionali del romanzo e del realismo con emozionanti racconti di misteri e intrighi ambientati in situazioni familiari al pubblico. I romanzi che contribuirono a delineare questo nuovo genere furono La donna in bianco di Wilkie Collins (The Woman in White, 1860) e i due più celebri romanzi di Mary Elizabeth Braddon, Il Segreto di Lady Audley e Aurora Floyd.
L'autrice e altri promotori del nuovo genere letterario furono accusati di utilizzare il crimine come un espediente per impressionare il lettore. Poiché gli omicidi non avvenivano all'interno delle classi più basse, ma tra i membri della borghesia, si riteneva inoltre che essi recassero danno all'immagine rispettabile di questo ceto sociale.
Il romanzo Il Segreto di Lady Audley (1861) si sviluppa in due trame narrative che finiranno poi per intrecciarsi e completarsi. La prima vede come protagonisti il vedovo Sir Michael Audley e Lucy Graham, la giovane e bellissima seconda moglie, ex istitutrice dall'oscuto passato, insofferente nei confronti di Alicia, poco più che adolescente, figlia di primo letto di Sir Audley. La seconda trama si sviluppa intorno alle vicende di Robert Audley, nipote di Sir Audley, che avvierà delle indagini per fare luce sulla scomparsa di un suo caro amico, George Talboys. Il romanzo, basato sul meccanismo dell’indagine a ritroso, riuscirà a svelare, tra delitti, sparizioni, identità multiple e colpi di scena, il segreto di Lady Audley.
Aurora Floyd racconta le vicende dell’omonima protagonista, che ancora adolescente fugge con il suo stalliere James Conyers. Lo abbandonerà ben presto per sposare un giovane gentleman raffinato ed elegante, Talbot Bulstrode, di cui è follemente innamorata, che però scomparirà lasciandola sola. Aurora deciderà allora di unirsi in matrimonio con un rozzo proprietario terriero dello Yorkshire, l’esatto opposto di Bulstrode, ma questa seconda unione coniugale verrà scossa dalla ricomparsa del primo marito che Aurora credeva morto in un incidente. Bulstrode continua a minacciare Aurora fino a quando non verrà assassinato. Data la situazione, i sospetti dell’omicidio cadono inevitabilmente sulla protagonista, che alla fine si rivelerà innocente.
Lady Audley rappresentava un nuovo modello di eroina: pur possedendo i tratti caratteristici delle donne angelo, presentava anche altri aspetti del tutto nuovi: al contrario di Laura Fairlie o Rosamund Lydgate (principali personaggi femminili de La donna in bianco di Wilkie Collins e di Middlemarch), Lady Audley era una bigama, un’assassina e un’omicida. Aurora Floyd invece, anche se non aveva mai fatto ricorso all'omicidio, era malvista dalla critica del tempo per la sua sensualità. Questi due romanzi appartenenti al nuovo genere del sensation novel venivano condannati dalla società vittoriana perché violavano le regole sociali dell'epoca, mettendo in discussione l'istituzione matrimoniale e presentando accenni di femminismo. Per questo motivo l'opera di Mary Elizabeth Braddon venne associata, in quegli anni, alla "bassa" letteratura e solo nel Novecento riscoperta e studiata proprio per i suoi aspetti innovativi. La stessa vita privata di Mary, simile a quella delle sue protagoniste, veniva criticata e ritenuta assolutamente disdicevole; Margaret Oliphant, ad esempio, affermò che Mary non aveva nulla in comune con le nobildonne beneducate di fine Ottocento.

## Opere principali

### Romanzi
- 1860, The Trail of the Serpent
- 1861, The Octoroon
- 1861, The Black Band
- 1861, Un mistero di famiglia (The Mistery of Fernwood)
- 1862, (Lady Audley's Secret)
Il Segreto di Lady Audley
- 1862-63, John Marchmont's Legacy
- 1863, The Captain of the Vulture
- 1863, Aurora Floyd
- 1863, Eleanor's Victory
- 1864, Henry Dunbar: the Story of an Outcast (edizione italiana: Henry Dunbar, traduzione e cura di Massimo Ferraris, Elliot Edizioni, marzo 2020)
- 1864, The Doctor's Wife
- 1865, Only a Clod
- 1866, The Lady's Mile
- 1867, Birds of Prey
- 1867, Circe
- 1867, Rupert Godwin
- 1868, Charlotte's Inheritance
- 1868, Dead-Sea Fruit
- 1871, Fenton's Quest
- 1872, To the Bitter End
- 1872, Robert Ainsleigh
- 1873, Publicans and Sinners
- 1874, Lost For Love
- 1874, Taken at the Flood
- 1875, A Strange World
- 1875, Hostages to Fortune
- 1876, Joseph Haggard
- 1876, Weavers and Weft, or, In Love's Nest
- 1876, Dead Men's Shoes
- 1878, An Open Verdict
- 1879, The Cloven Foot
- 1879, Vixen
- 1881, Asphodel
- 1882, Mount Royal
- 1883, Phantom Fortune
- 1883, The Golden Calf
- 1884, Ishmael. A Novel
- 1885, Wyllard's Weird
- 1886, Mohawks
- 1886, The Good Hermione: A Story for the Jubilee Year as Aunt Belinda
- 1887, Cut by the County
- 1888, The Fatal Three
- 1890, One Life, One Love
- 1891, The World, the Flesh and the Devil
- 1892, The Venetians
- 1894, The Christmas Hirelings
- 1894, Thou Art The Man
- 1895, Sons of Fire
- 1896, London Pride
- 1898, Rough Justice
- 1899, His Darling Sin
- 1900, The Infidel
- 1906, The White House
- 1907, Dead Love Has Chains
- 1908, During Her Majesty's Pleasure

### Raccolte di racconti
- 1862, Ralph The Bailif and Other Tales

### Teatro
- 1863, Griselda

## Film tratti dalle opere di Mary Elizabeth Braddon

### Aurora Floyd
- 1912, Aurora Floyd, regia di Theodore Marston con Florence La Badie
- 1915, Aurora Floyd, regia di Travers Vale con Louise Vale

### Her Bitter Lesson
- 1912, Her Bitter Lesson, regia di Hardee Kirkland - cortometraggio, con Adrienne Kroell

### Il segreto di Lady Audley
- 1912, Lady Audley's Secret, regia di Herbert Brenon e Otis Turner con Jane Fearnley
- 1915, Lady Audley's Secret, regia di Marshall Farnum, con Theda Bara
- 1920, Lady Audley's Secret, regia di Jack Denton con Margaret Bannerman
- 2000, Lady Audley's Secret, regia di Betsan Morris Evans